# Тетте, Дэвид
Дэвид Брюс Тетте (англ. David Bruce Tetteh; кирг. Дэвид Тетте; 10 августа 1985 года, Аккра, Гана) — ганский и киргизский футболист, игравший на позиции полузащитника. Выступал за национальную сборную Кыргызстана. С 2022 года — ассистент главного тренера в клубе «Дордой».
В начале 2000-х вместе с другом Дэниелем Таго, также футболистом, Дэвид приезжает в Россию. Там они бывают на просмотрах в ряде клубах из низших дивизионов. В 2006 году Дэвид играет за таджикистанский «Регар-ТадАЗ», а в 2007 году Дэниел становится игроком киргизского «Дордой-Динамо». Дэвид играет за таджикистанский клуб до 2008 года (15 игр), но в 2007 году в качестве аренды также выступает за «Дордой-Динамо» (25 игр и 8 голов). В 2008 году «Дордой-Динамо» выкупает Дэвида, и тогда ещё ганский футболист выступал за данный клуб вплоть до 2016 года (72 матча и 7 голов).
В 2016 году короткое время выступал за бахрейнский «Аль-Иттихад», а в 2017 году играл за турецкий любительский клуб «Татван Генчлербирлиги», до октября 2018 года — за «Бенфику» из Макао. С 2018 года игрок бангладешского клуба «Шейх Джамал».
В 2013 году Дэвид Тетте получил гражданство Кыргызстана и был приглашен в национальную сборную этой страны. Через год кыргызстанский паспорт и приглашение в сборную получил его друг Дэниел Таго. Свой дебютный матч Дэвид сыграл 17 марта 2013 года в матче со сборной Макао (1:0), в котором отличился забитым голом. Всего в 2013—2015 годах сыграл 14 матчей за сборную и забил 3 гола.